# ジョーンズ郡 (ジョージア州)
座標: 北緯33度03分 西経83度57分 / 北緯33.050度 西経83.950度
ジョーンズ郡（ジョーンズぐん、英: Jones County）は、アメリカ合衆国のジョージア州にある郡。郡庁所在地はグレイ (Gray)である。2000年国勢調査時の人口は2万3639人だったが、2007年の推計時には2万7229人に急増した。

## 歴史
1807年12月10日に設立され、連邦下院議員を務めたジェイムズ・ジョーンズにちなみ名づけられた。

## 地理
国勢調査局によると、この郡の総面積は1024平方キロ（395平方マイル）で、うち1020平方キロ（394平方マイル）が陸地、総面積の0.41%にあたる4平方キロ（2平方マイル）が水域となっている。
- 幹線道路
  -  国道129号線
  -  州道11号線
  -  州道18号線
  -  州道22号線
  -  州道44号線
  -  州道49号線
- 隣接する郡
  - ジャスパー郡（北）
  - パットナム郡（北東）
  - ボールドウィン郡（東）
  - トウィッグス郡（南東）
  - ウィルキンソン郡（南東）
  - ビッブ郡（南）
  - モンロー郡（西）
- 国立保護区
  - オコニー国有林（一部）
  - ピエモント国立野生生物保護区（一部）

## 人口動態

2000年国勢調査の結果をもとに作成した郡の人口ピラミッド

2000年の国勢調査時点で、この郡には2万3639人、8659世帯、6667家族が暮らしている。人口密度は1平方キロあたり23人で、平方マイルに換算すると60人となる。住居数は9272軒で、1平方キロに平均9軒（1平方マイルあたりでは24軒）が建っていることになる。住民のうち白人は75.02%、アフリカ系は23.29%、ネイティブ・アメリカンは0.17%、アジア系は0.53%、太平洋諸島系は0.03%、その他の人種は0.25%、混血は0.71%、ヒスパニック（ラテン系）は0.71%を占める。
8659世帯のうち37.5%は18歳未満の子供と暮らしており、58.7%は夫婦で生活している。13.3%は未婚の女性が世帯主であり、23.0%は家族以外の住人と同居している。20.2%が独り身世帯で、7.1%を独居老人の世帯が占める。1世帯あたりの平均構成人数は2.69人、家庭の平均構成人数は3.09人である。
住民のうち27.1%が18歳未満の未成年、7.9%が18歳以上24歳以下、30.6%が25歳以上44歳以下、24.1%が45歳以上64歳以下、10.3%が65歳以上となっており、平均年齢は36歳である。女性100人に対して男性が95.4人いる一方、18歳以上の女性100人に対しては91.3人いる。
一世帯あたりの平均収入は4万3301米ドル、家族ごとでは4万8966米ドルである。男性の平均収入は3万6464米ドル、女性の平均収入は2万6736米ドルで、労働者でない人々も含めた住民一人当たりの収入は1万9126米ドルとなる。総人口の10.2%、家族の7.7%、18歳未満の子供の12.3%、および65歳以上の高齢者の12.2%は貧困線以下の収入で生計を立てている。

## 都市
- グレイ (en:Gray, Georgia)
- 非法人地域
  - ハドック (en:Haddock, Georgia)